# Siui jeonseo
Siui jeonseo is een Koreaans kookboek uit de late 19e eeuw. De auteur is onbekend, maar algemeen wordt aangenomen dat het een vrouw uit de hoogste klasse, yangban, moet zijn geweest uit Sangju, Gyeongsangbuk-do.
In 1919, toen Sim Hwanjin (심환진) werd aangesteld als gouverneur van Sangju, kwam hij in contact met een yangban-familie daar. Hij leende een kookboek van deze familie, kopieerde het, en gaf het aan zijn schoondochter, Hong Jeong (홍정).
In het boek worden 17 manieren beschreven voor het maken van traditionele alcoholische dranken en diverse manieren voor het drogen van groenten. Ook bevat het de oudst bewaard gebleven recept voor bibimbap.
Het boek wordt beschouwd als een waardevol document voor hen die de Koreaanse keuken bestuderen.